# Opel Cascada
L'Opel Cascada è un'autovettura cabriolet di fascia media prodotta dalla casa automobilistica tedesca Opel dal 2013 al 2019, sulla base meccanica della Opel Astra del 2010.

## Storia

### Debutto
Con il lancio della quarta generazione dell'Opel Astra, i vertici Opel decisero di non sostituire la versione coupé-cabriolet della precedente Astra H con un analogo modello con l'utilizzo di una nuova denominazione commerciale e di utilizzare la capote in tela anziché il tettuccio ripiegabile in metallo. Ciononostante si scelse ugualmente di sfruttare la base meccanica dell'Astra J per la nuova vettura che avrebbe dovuto sostituire l'Astra TwinTop, oramai in commercio dal 2006 e la cui commercializzazione sarebbe stata fatta cessare cinque anni dopo, dopo aver raccolto solo tiepidi consensi.
Il concetto iniziale del progetto, che la differenziava maggiormente dalla sua antenata, doveva essere la possibilità di accogliere comodamente i passeggeri posteriori, senza quelle limitazioni di spazio tipiche delle cabriolet. Anche se l'obbiettivo è stato raggiunto solo in parte, per questi motivi la vettura doveva essere di dimensioni più generose rispetto al modello che sarebbe andata a sostituire. Inoltre doveva essere accompagnata da motorizzazioni più consone alla tipologia di vettura e a tale scopo si diede l'avvio a un progetto parallelo volto a realizzare una motorizzazione più moderna, caratterizzata dall'alimentazione a iniezione diretta di benzina. Per maggiore libertà progettuale si volle anche rinunciare alla costosa e complessa soluzione del tetto rigido ripiegabile, in favore di una più tradizionale capote in tela.
Le prime immagini del modello definitivo sono state svelate nella seconda metà del 2012, assieme alla nuova denominazione, per la quale si scelse il nome di Cascada: poco dopo, sempre negli ultimi mesi dell'anno, cominciano a essere prodotti i primi esemplari di pre-serie destinati alle foto ufficiali per la stampa specializzata. Con l'arrivo del 2013, si mettono a punto le linee di montaggio dello stabilimento GM di Gliwice in Polonia, destinato all'assemblaggio della nuova vettura: il primo esemplare a uscire dallo stabilimento polacco risale al 28 febbraio, mentre una settimana dopo, l'apertura del salone di Ginevra fa da cornice alla presentazione ufficiale al pubblico della nuova cabriolet: nasce così la Opel Cascada.
In tutta Europa è stata commercializzata con il nome di Cascada, solo in Spagna prende il nome di Opel Cabrio. Nel Regno Unito è in vendita con il marchio Vauxhall. Negli USA è stata distribuita come Buick Cascada, mentre in Australia e Nuova Zelanda come Holden Cascada.

### Design esterno e interno
La Cascada propone un corpo vettura di circa 4,7 metri, 22 cm in più della TwinTop; il suo profilo estetico nasce presso il centro stile della casa tedesca, e in particolare per mano dei designer Andrew Dawson ed Elizabeth Wetzel, membri dello staff diretto da Mark Adams, responsabile del design Opel e già autore dell'Insignia e la stessa Astra J sulla cui base la Cascada è stata progettata. Proprio le affinità con l'Astra sono visibili chiaramente nel frontale; dalla quale viene ripreso il taglio dei fari anteriori, appuntiti verso il centro del muso e tondeggianti nel lato esterno. La calandra è anch'essa ripresa dall'Astra mentre paraurti ricorda in parte quello dell'Astra GTC. Il cofano motore è dotato di nervature per renderne più dinamico il disegno, mentre balza all'occhio la marcata inclinazione del parabrezza, come solitamente accade in questo genere di vetture. La fiancata è invece caratterizzata dalla nervatura laterale tipica delle Opel dell'era Adams, nervatura che corre lungo la zona sotto-porta per poi salire repentinamente in corrispondenza del passaruota posteriore, disegnando un profilo a falce. A tale nervatura se ne aggiunge una seconda che invece passa più in alto, appena sopra la maniglia della porta. La linea di cintura è marcatamente inclinata in avanti, per conferire dinamismo al disegno complessivo. La coda presenta gruppi ottici a goccia. con al centro lo stemma Opel, da cui partono due baffi cromati che penetrano parzialmente all'interno della sagoma dei fari.

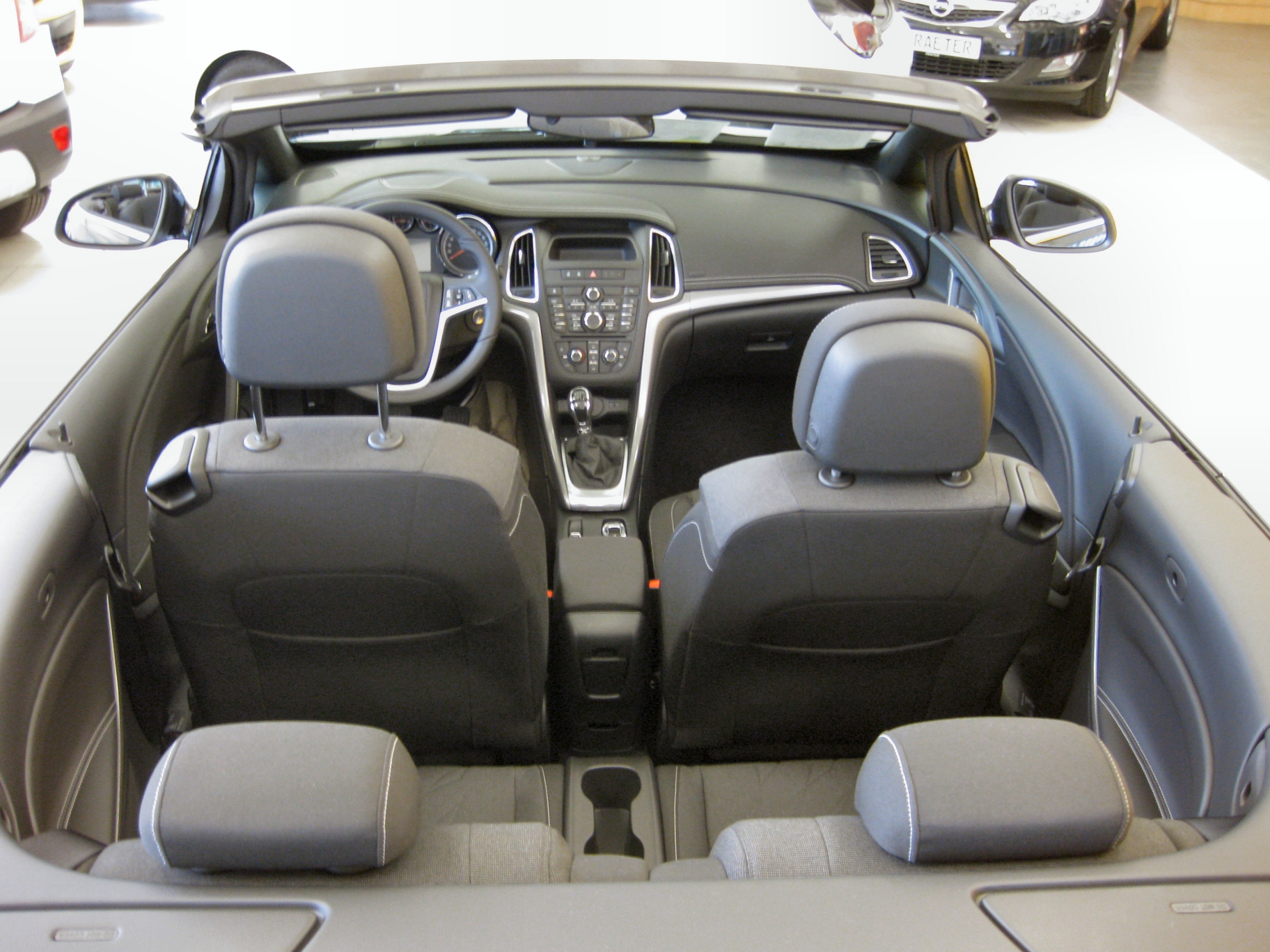
Vista dall'alto dell'abitacolo di una Cascada

La capote è stata realizzata in due strati di tessuto, tra i quali è stato inserito un materiale insonorizzante, più precisamente del pile di poliestere. La struttura sulla quale viene montata la capote è realizzata in lega di magnesio, per ridurne il peso e il meccanismo destinato alla sua apertura e chiusura è di tipo elettro-idraulico: si apre in 17 secondi e fino a una velocità massima di 50 km/h. Il bagagliaio è di 280 litri di capienza, che però possono salire a 380 se si chiude la capote.

### Struttura, meccanica e motori
La base meccanica dell'Astra da cui deriva è stata in parte rivista per adattarsi a un corpo vettura di tipo cabriolet; tra gli interventi necessari volti a fornire una maggiore rigidezza torsionale alla struttura vanno menzionate le barre di acciaio disposte a incrocio sotto la scocca, ma anche i profili sottoporta. Si tratta di interventi obbligati durante il passaggio da una versione ad abitacolo chiuso a una ad abitacolo "aperto". Altri interventi standard sono stati effettuati per incrementare il livello di sicurezza a bordo, come ad esempio le barre antintrusione nelle portiere, disposte diagonalmente, e ulteriori barre inserite all'altezza della linea di cintura. Come accade sempre nelle cabriolet più moderne, la Cascada è dotata di roll-bar a estrazione automatica mediante carica pirotecnica: in caso di ribaltamento essi fuoriescono in una frazione di secondo proteggendo gli eventuali passeggeri posteriori. Dopo questi interventi, la rigidezza torsionale della scocca risulta essere maggiore del 43% rispetto alla scocca dell'Astra TwinTop.
Per quanto riguarda il comparto sospensioni la Cascada eredita l'avantreno HiPer Strut (High Performance Strut) utilizzato dall'Astra J OPC e ideate dapprima per l'Inisignia OPC, che permette rispetto a un classico MacPherson di ridurre il sottosterzo attraverso la divisione delle funzioni svolte dall'ammortizzatore e dallo sterzo, quest'ultimo a cremagliera con servocomando elettrico a incidenza variabile montato sulla scatola dello sterzo. Il retrotreno è una combinazione tra l'assale torcente e il parallelogramma di Watt. Quanto all'impianto frenante, esso prevede dischi autoventilanti all'avantreno e dischi pieni al retrotreno.
Al suo debutto, la vettura è stata proposta in quattro motorizzazioni, due a benzina (di cui una disponibile in due livelli di potenza) e due a gasolio, tutte sovralimentate mediante turbocompressore:
- 1.4 Turbo: motore da 1364 cm³ e in due livelli di potenza, 120 e 140 CV;
- 1.6 SIDI: motore da 1598 cm³ a iniezione diretta con potenza massima di 170 CV;
- 2.0 CDTI: motore da 1956 cm³ con potenza massima di 165 CV;
- 2.0 CDTI Biturbo: stesso motore della 2.0 CDTI, ma con doppia sovralimentazione e potenza massima di 195 CV.

Per tutte le versioni è previsto di serie un cambio manuale a 6 marce, ma per quasi tutta la gamma (salvo le versioni con motore 1.4) è disponibile a richiesta un cambio automatico a 6 rapporti. Fatta eccezione per la versione 1.4 da 120 CV, tutte le altre versioni sono dotate di sistema Stop&Start.

### Produzione
L'avvio della commercializzazione della Opel Cascada è stato fissato per il 20 aprile 2013. Il primo significativo aggiornamento si ebbe nel novembre del 2013 con l'arrivo della top di gamma, spinta da un 1.6 SIDI con potenza portata a 200 CV. Quasi due anni dopo, nell'agosto del 2015, le due motorizzazioni a gasolio fino a quel momento presenti scomparvero dalla gamma, ma fu solo quella da 165 a essere sostituita da una nuova unità omologata Euro 6 e con potenza portata a 170 CV. Ancora un lungo periodo di stasi per la gamma della Cascada, fino ad arrivare alla primavera del 2018, quando a scomparire sono tutte le versioni a benzina presenti fino a quel momento. Al loro posto subentrano un 1.6 turbo da 136 CV e un altro con potenza di 170 CV, entrambi progettati per soddisfare la normativa Euro 6d-TEMP. Purtroppo la Cascada non ha incontrato un gran successo di mercato, per cui gli ultimi aggiornamenti relativi ai motori 1.6 turbo a benzina sono stati riservati solo ad alcuni mercati più ricettivi, mentre in altri mercati la Cascada venne radicalmente tolta dal listino Opel. Nel 2018 la casa annuncia che la Cascada verrà messa fuori produzione l'anno seguente insieme ad Adam e Karl e che, proprio come queste ultime, non avrà eredi. L'uscita definitiva di produzione si è avuta il 28 giugno 2019.

## Riepilogo caratteristiche
Ecco le motorizzazioni con cui la Cascada viene offerta nel mercato:
| Modello                          | Motore        | Cilindrata cm³ | Potenza CV               | Coppia massima Nm/rpm             | Massa a vuoto (kg) | Velocità massima km/h | Accelerazione 0-100 km/h | Consumo (l/100 km) | Emissioni CO2 (g/km) | Anni di produzione |
| Versioni a benzina               |               |                |                          |                                   |                    |                       |                          |                    |                      |                    |
| Cascada 1.4 Turbo (120 CV)       | A14NEL B14NEL | 1364           | 120 a 6000 giri/min      | 200/1850-4200                     | 1.701              | 195                   | 11"9                     | 6,5                | 153                  | 01/2013-04/2018    |
| Cascada 1.4 Turbo1 (140 CV)      | A14NET B14NET | 1364           | 140 a 6000 giri/min      | 200/1850-4900                     | 1.701              | 207                   | 10"9                     | 6,3                | 148                  | 01/2013-04/2018    |
| Cascada 1.6 DI Turbo (136 CV)    | D16SHJ        | 1598           | 136 a 4000-6000 giri/min | 240/1650-3500                     | -                  | 205                   | 11"4                     | 7,1                | 164                  | 05/2018-06/2019    |
| Cascada 1.6 SIDI Turbo (170 CV)  | A16XHT B16XHT | 1598           | 170 a 6000 giri/min      | 260 (280 con overboost)/1650-3200 | 1.733              | 222                   | 9"6                      | 6,3                | 148                  | 01/2013-04/2018    |
| Cascada 1.6 DI Turbo (170 CV)    | D16SHL        | 1598           | 170/ 4750-6000           | 280/1650-4000                     | -                  | 220                   | 9"9                      | 7,1                | 164                  | 05/2018-06/2019    |
| Cascada 1.6 SIDI Turbo1 (200 CV) | A16SHT B16SHT | 1598           | 200 a 4700-5500          | 300/1700-4700                     | -                  | 235                   | 8"9                      | 6,7                | 158                  | 11/2013-04/2018    |
| Versioni diesel                  |               |                |                          |                                   |                    |                       |                          |                    |                      |                    |
| Cascada 2.0 CDTI                 | A20DTH        | 1956           | 165 a 4000 giri/min      | 350/1750-2500                     | 1.816              | 218                   | 10"4                     | 5,2                | 138                  | 01/2013-08/2015    |
| Cascada 2.0 CDTI                 | B20DTH        | 1956           | 170 a 3750 giri/min      | 400/1750-2500                     | 1.816              | 218                   | 10"3                     | 4,9                | 129                  | 09/2015-04/2018    |
| Cascada 2.0 CDTI Biturbo         | A20DTR        | 1956           | 195 a 4000 giri/min      | 400/1750-2500                     | 1.816              | 230                   | 9"4                      | 5,3                | 139                  | 01/2013-08/2015    |
| 1Non commercializzata in Italia  |               |                |                          |                                   |                    |                       |                          |                    |                      |                    |